# Metopidiothrix sedgwicki
Metopidiothrix sedgwicki är en mångfotingart som beskrevs av Shear 2002. Metopidiothrix sedgwicki ingår i släktet Metopidiothrix och familjen Metopidiotrichidae. Inga underarter finns listade i Catalogue of Life.